# Alconeura asymmetrica
Alconeura asymmetrica är en insektsart som beskrevs av Delong och Ruppel 1952. Alconeura asymmetrica ingår i släktet Alconeura och familjen dvärgstritar. Inga underarter finns listade i Catalogue of Life.